# 音川村
音川村（おとかわむら）は、かつて富山県婦負郡にあった村。

## 沿革
- 1889年（明治22年）4月1日 - 町村制の施行により、婦負郡外輪野村、大瀬谷村、葎原村、鶚谷村、嘉例谷村、吉谷村、牛滑村、東谷村、吉住村、平等村、中尾村、三ツ屋村、上瀬村、下瀬村、三ノ瀬村、高山村、道島村、皆杓村及び山田上野村の区域をもって、婦負郡音川村が発足する。
- 1959年（昭和34年）1月1日 - 婦負郡婦中町に編入する。

## 歴代村長
出典→
1. 五十嵐誠意（1889年7月9日 - 1891年3月9日）
2. 五十嵐誠意（1891年8月25日 - 1895年8月24日）
3. 若林為太郎（1895年9月13日 - 1896年5月13日）
4. 若瀬藤五郎（1896年6月17日 - 1898年3月22日）
5. 山岡治広（1898年4月21日 - 1900年1月24日）
6. 五十嵐誠意（1900年2月14日 - 1904年2月13日）
7. 吉田兼次郎（1904年2月29日 - 1908年2月28日）
8. 松本新明（1908年3月11日 - 1908年7月17日）
9. 山田治郎余門（1908年8月6日 - 1912年8月6日）
10. 谷川吉補（1912年8月23日 - 1913年11月17日）
11. 若林調太郎（1913年12月4日 - 1916年12月23日）
12. 五十嵐為太郎（1917年1月11日 - 1921年1月10日）
13. 五十嵐為太郎（1921年1月19日 - 1923年2月22日）
14. 五十嵐為太郎（1923年4月5日 - 1927年4月4日）
15. 若瀬虎次郎（1927年4月5日 - 1931年2月27日）
16. 若林正夫（1931年4月7日 - 1935年4月6日）
17. 山岡治兵衛（1939年4月23日 - 1942年3月31日）
18. 山岡治兵衛（1939年4月23日 - 1942年3月31日）
19. 五十嵐為太郎（1942年4月7日 - 1946年4月6日）
20. 若林正夫（1946年4月24日 - 1947年4月4日）
21. 若林正夫（1947年4月5日 - 1951年4月4日）
22. 若林正夫（1951年4月23日 - 1955年4月22日）
23. 若林正夫（1955年5月1日 - 1958年12月31日）